# 貝亞特麗切·德斯特

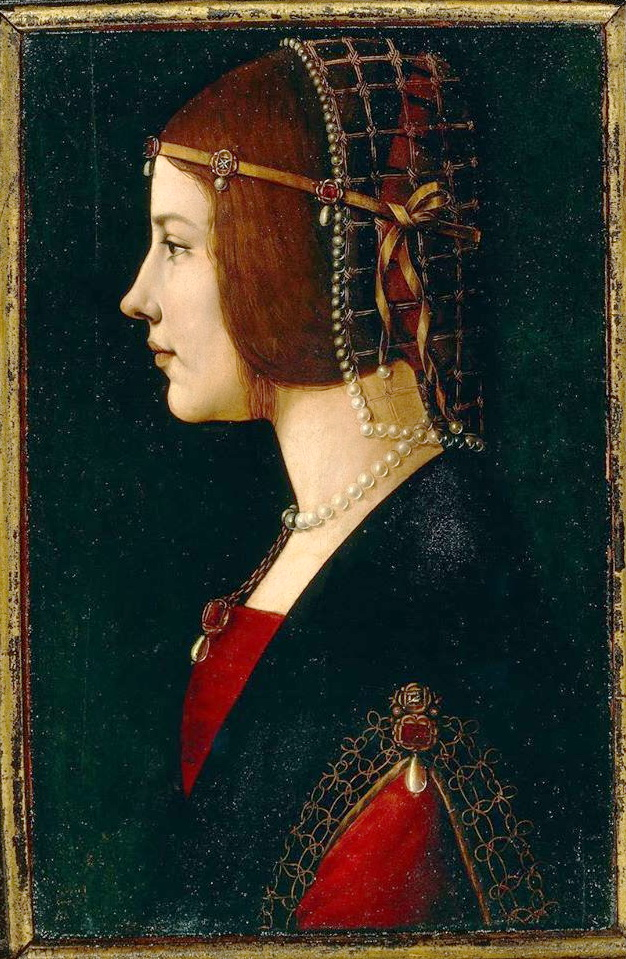
乔瓦尼·安布罗焦·德普雷迪斯和莱奥纳尔多·达芬奇共同创作的贝亚特丽切画像

贝亚特丽切·德斯特（1475年6月29日 - 1497年1月2日），米兰公爵夫人，费拉拉公爵埃尔科莱·埃斯特之女，费拉拉公爵阿方索一世·埃斯特和曼托瓦侯爵夫人伊莎貝拉·埃斯特的妹妹，被认为是意大利文艺复兴时期最美丽、最有才艺的公主。
贝亚特丽切在15岁时成为后来的米兰公爵卢多维科·斯福尔扎的未婚妻，1491年1月正式成婚。与其同时举行婚礼的还有其兄阿方索一世·埃斯特和米兰公爵吉安·加莱亚佐·斯福尔扎之妹安娜·斯福尔扎。婚礼由莱奥纳尔多·达芬奇策划。
贝亚特丽切是米兰公爵馬希米利安諾·斯福爾扎和弗朗切斯科二世·斯福爾扎的母亲。1497年，在生育第三个孩子时，贝亚特丽切因难产去世。